# Frangula californica

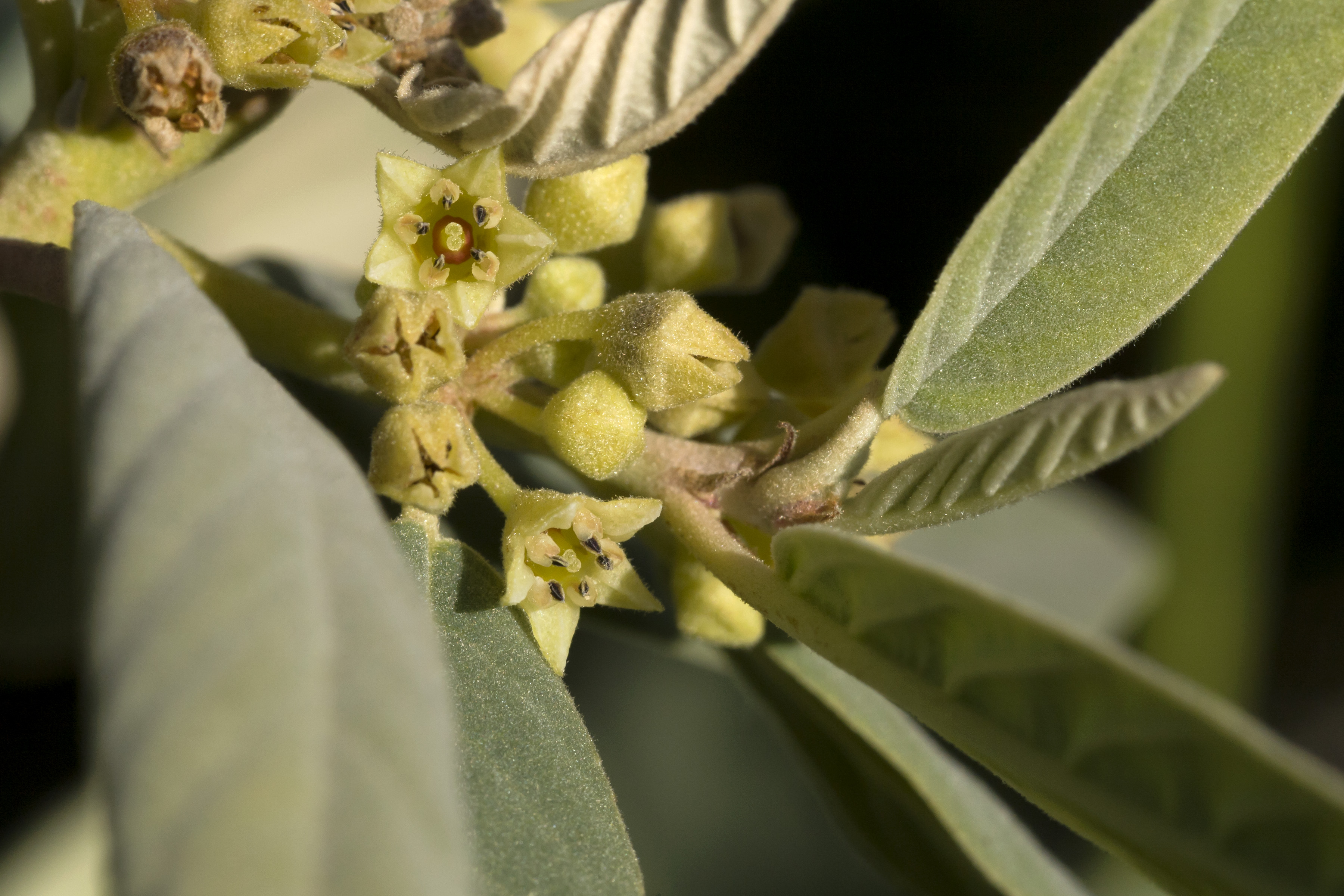
Blüten

Frangula californica (früher als Rhamnus californica geführt, englisch California coffeeberry, California buckthorn) ist eine Pflanzenart aus der Familie der Kreuzdorngewächse. Sie ist im westlichen Nordamerika heimisch. Von der TNC wird die Art als ungefährdet („G5“) eingestuft.

## Beschreibung
Frangula californica ist ein immergrüner Strauch oder Baum von 1 bis über 5 Meter Höhe. Ihr Aussehen variiert je nach Unterart. Unter geeigneten Bedingungen können baumartige Formen von bis über 5 Metern Höhe, mit beachtlichem Stammdurchmesser auftreten. Weiter verbreitet sind Sträucher von 1 bis 2 Metern Höhe. Die Äste haben eine rötliche Tönung und junge Zweige sind oft rot gefärbt.
Die wechselständig angeordneten, kurz gestielten Laubblätter sind oberseits dunkelgrün und unterseits blasser sowie behaart bis kahl. In feuchten Lebensräumen bilden die Blätter dünnere Blattspreiten aus, die in trockenen Biotopen kleiner und dicker sind. Die eiförmigen bis verkehrt-eiförmigen oder elliptischen, bis zu 10,5 Zentimeter langen, mehr oder weniger ledrigen Blätter sind stumpf bis rundspitzig oder spitz und ganzrandig bis gröber oder feiner gesägt. Manchmal sind sie leicht herzförmig und der Blattrand ist manchmal leicht umgebogen.
Die kleinen, gelb-grünen und gestielten, zwittrigen Blüten mit einem Durchmesser von 0,125 in (3,2 mm) stehen in doldigen Gruppen in den Blattachseln. Sie haben fünf sehr kleine Kron- und fünf größere Kelchblätter. Es ist ein becherförmiger, mehr oder weniger behaarter Blütenbecher vorhanden. Der Kelch besitzt kurze, spitze und innen gekielte Zipfel, die minimalen Kronblätter sind herzförmig. Die Staubblätter sind sehr kurz. Der Fruchtknoten ist mittelständig mit kurzem Griffel. Die Narbe ist gelappt. Es ist ein Diskus vorhanden. Die Pflanze blüht im Mai und Juni.
Die Frucht ist eine rundliche, saftige, dünnfleischige Steinfrucht, die grün, später rot und dann schwarz wird. Sie ist etwa 0,8–1,2 Zentimeter groß und enthält meist zwei bis drei, einseitig abgeflachte Samen, die Kaffeebohnen ähneln. Die Samenschale ist dünn und papierig.

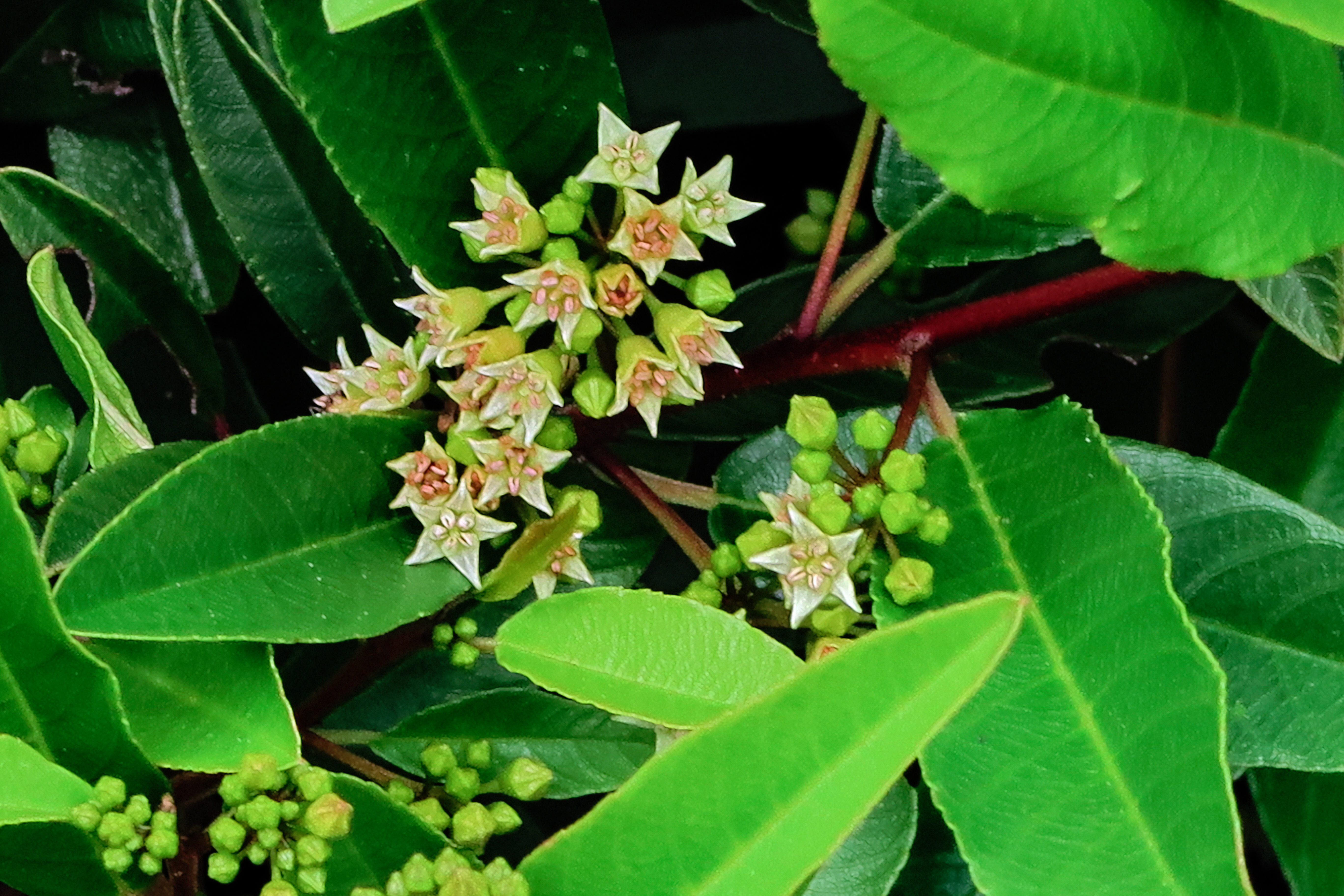
Blütenstand

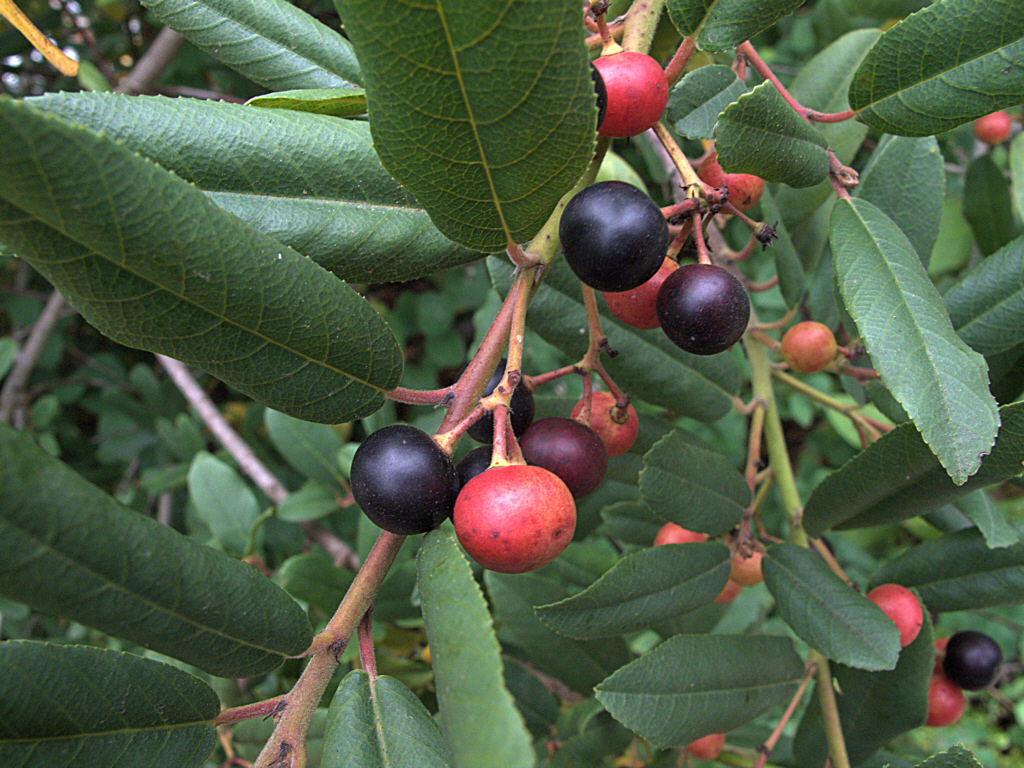
Früchte

## Verbreitung
F. californica ist in Kalifornien, den südwestlichen USA und im Bundesstaat Baja California in Mexiko beheimatet. Sie ist in Hawaii ein Neophyt.
Die Pflanze wächst in Eichenwäldern und im Chaparral sowie in vielen weiteren Lebensräumen ihres Verbreitungsgebietes. Einzelne Pflanzen können ein Alter von 100–200 Jahren erreichen.

## Taxonomie

### Synonyme
Folgende Synonyme sind bekannt:
Rhamnus californica Eschsch., Rhamnus oleifolia Hook., Rhamnus tomentella Benth. u. a.

### Unterarten
Folgende Unterarten von Frangula californica sind beschrieben:
- Frangula californica subsp. californica – California coffeeberry; weit verbreitet im Westen Kalifornierns; Früchte mit zwei Samen, Zweige rot, Blätter mit auffälliger Nervatur.[8][9]
- Frangula californica subsp. crassifolia  – Serpentine hoary coffeeberry; endemisch in den Hochlagen der nördlichen Kalifornischen Küstengebirge, auf Serpentinböden.[10]
- Frangula californica subsp. cuspidata – Sierra hoary coffeeberry; Südliche Sierras, Transverse Ranges, Peninsular Ranges.[11]
- Frangula californica subsp. occidentalis – Western California coffeeberry; auf Serpentinböden im nördlichen Kalifornien und südwestlichen Oregon, in den Klamath Mountains und dem nördlichen Kalifornischen Küstengebirge; Frucht mit drei Samen, Zweige braun, Blätter mit unauffälliger Nervatur.[12][13]
- Frangula californica subsp. tomentella – Hoary coffeeberry[14][15]
- Frangula californica subsp. ursina – Desert hoary coffeeberry; endemisch für die San Bernardino Mountains und die Sky Island in der Mojave-Wüste.[16]

## Ökologie
Der Strauch gehört zu vielen Pflanzengesellschaften und wächst in vielen Biotoptypen wie den kalifornischen Chaparrals und Waldlandschaften, den Küsten-Gebüschlandschaften und Eichenwäldern. Er kommt in Wäldern wie den nebelfeuchten Eichenwäldern an der Küste, Küstenmammutbaum-Wäldern, immergrünen Mischwäldern und Berg-Nadelwäldern vor.
F. californica wird zusammen mit Ceanothus leucodermis (englisch chaparral whitethorn), Heteromeles arbutifolia (englisch toyon), Rhus trilobata (englisch skunkbush), Rhamnus crocea (englisch redberry) und Toxicodendron diversilobum (englisch western poison oak) gefunden. In Gebüschlandschaften der Gebirge wächst er zusammen mit vielen Arten der Bärentrauben (englisch manzanita).
Die Art pflanzt sich sexuell über Samen und vegetativ durch Sprossung fort. Nach Waldbränden oder Abholzung erfolgt im Allgemeinen ein erneutes Austreiben aus der Wurzelkrone. Die Vermehrung über Samen ist meistens bei Altbeständen üblich. Samen werden ab einem Alter von zwei oder drei Jahren produziert. Die Reife fällt in den Herbst. Die Samenausbreitung erfolgt oft durch Vögel, die von den Früchten angelockt werden; manche Pflanzen werden derart von Vögeln „abgeräumt“, dass immer einige Samen unter die Elternpflanze fallen.
Die mehrjährige Pflanze wird in vielen Lebensräumen zur dominanten Art, z. B. in Küstenwäldern. Wenn nicht Waldbrände ihr Wachstum unterbrechen, wächst der Strauch zu einiger Größe heran und wird so ausladend, dass er andere Pflanzen beschattet. Bei Bränden kann die Pflanze ernsthaften Schaden erleiden, treibt jedoch schnell wieder aus der Wurzelkrone aus, welche für diesen Fall mit Knospen bedeckt ist. Sie erreicht ihre frühere Größe dann relativ schnell.
Teile der Pflanze, darunter das Laub und die Früchte, bieten Wildtieren wie Maultierhirschen, Schwarzbären und vielen Stand- und Zugvögeln, aber auch Haustieren Nahrung.

## Nutzung

### Anbau
Frangula californica wird als Zierpflanze in Baumschulen gezogen, um in Wildpflanzen-, Trocken- und Naturgärten verwendet werden zu können. Die Anzucht erfolgt in großen Töpfen und Containern. Auch im naturnahen Landschaftsbau und in der Renaturierungsökologie findet sie Verwendung.
Sie wird auch zum Erosionsschutz eingesetzt und ist normalerweise widerstandsfähig gegen Hirsche. Insbesondere als Nahrungsquelle für Bestäuber wie heimische Schmetterlinge und Bienen ist sie von besonderem Wert.

#### Cultivare
Cultivare der Art, die als Zierpflanzen Verwendung finden, sind u. a.:
- Frangula (Rhamnus) californica 'Eve Case' – Eve Case coffeeberry; kleiner und kompakter (1–2 m hoch, 1–1,5 m breit), mit dichterem Laub und größeren Früchten als die Wildform.[19][21] 1975 von der Saratoga Horticultural Foundation eingeführt.[23]
- Frangula (Rhamnus) californica 'Leatherleaf' –  Leatherleaf coffeeberry; mit schwarz-grünem Laub.[24]
- Frangula (Rhamnus) californica 'Mound San Bruno' – kleinere Blätter, dichter und kompakter als die Wildform; speziell auf Bedingungen im Gartenbau angepasst.[19][25]
- Frangula (Rhamnus) californica ‘Seaview’ – eine bodendeckende Varietät.[19]

### Nahrung und Medizin
Die Samen ergeben ein ausgezeichnetes koffeinfreies Kaffee-Surrogat, das mit seinen Mokka-Noten Zichorien-Kaffee im Geschmack übertrifft.
Obwohl die Pflanze selbst stark einer Kaffee-Pflanze ähnelt, tun dies die Früchte nicht. Sie können jedoch in Marmeladen und Gelees Verwendung finden.
Die Indianer der nordamerikanischen Westküste hatten für die Pflanze unterschiedliche Verwendung. Teile wurden als traditionelle Heilpflanze genutzt. Mehrere Stämme der kalifornischen Indianer aßen die Früchte frisch oder getrocknet.
Die Muwekma Ohlone nutzten die Blätter, um eine durch Urushiole ausgelöste Dermatitis zu behandeln. Die Kumeyaay hatten eine ähnliche Verwendung für die Rinde. Die Kawaiisu verwendeten die Früchte, um Verbrennungen und ähnliche Wunden zu behandeln. Die Rinde wurde von vielen Stämmen als Abführmittel verwendet.
In der Sprache der Konkow, einem Volk der Maidu, heißt die Pflanze unter anderem pä und pö.